# أحذية باتا
أحذية باتا (بالإنجليزية: Bata Shoes)‏ هي شركة عالمية ذات أصل تشيكي تصنع وتوزع جميع أنواع الأحذية ولوازمها عبر العالم. يوجد مقرها الأساسي في مدينة لوزان (سويسرا).
يتألف هيكل الشركة حاليًّا من ثلاثة أقسام رئيسة: باتا أوروبا ومقرها في إيطاليا، باتا الأسواق الناشئة (آسيا ودول المحيط الهادئ ودول أمريكا اللاتينية) ومقرها في سنغافورة، باتا للأحذية المهنية والصناعية ومقرها في هولندا.
تبيع الشركة منتجاتها في ما يربو عن 70 بلدًا وتتوزع مصانعها على 26 بلدًا، وقد دخلت موسوعة جينيس للأرقام القياسية عندما باعت 14 بليون حذاء بوصفها «أكبر شركة لبيع الأحذية وصنعها».
منذ نشأتها اعتمدت الشركة على الحداثة التقنية المستوحاة من تجربة شركات السيارات التي أنشأها هنري فورد، حيث أنشأت إلى جانب معاملها مدنا لسكن العمال ومرافق حياتية واجتماعية وثقافية للارتقاء بمستوى حياتهم، وقد أصبحت سريعًا إحدى أكبر الشركات العالمية المنتجة للأحذية.

## الأصل والتأسيس

### تأسيس الشركة
نشأت شركة باتا عام 1894 في قرية زلين الواقعة في جنوب جمهورية التشيك بوساطة توماش باتا Tomáš Baťa مع أخيه أنطونين Antonín وأخته أنَّا Anna، وهم أبناء عائلة حذَّائين لما يزيد عن ثلاثة قرون. استخدمت الشركة عشرة أشخاص مع عمل دائم وراتب أسبوعي، وهو شيء كان نادرًا في تلك الأيام.

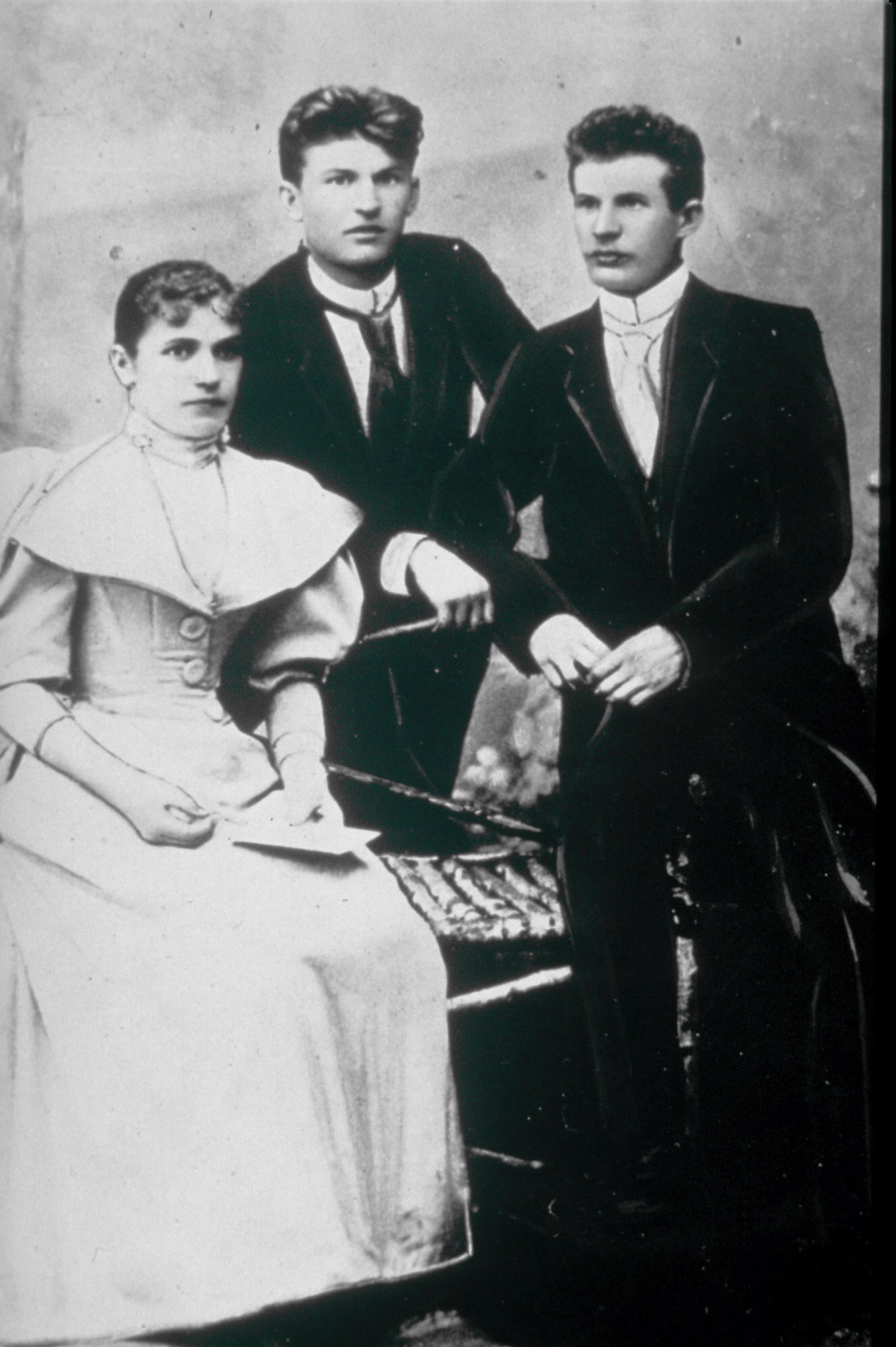
توماش باتا مع أخيه أنطونين وأخته أنَّا

في صيف عام 1895 عانى توماش باتا من مشكلات مالية وديون متراكمة. وللتغلب على هذه المشكلات المستفحلة فقد قرر صناعة الأحذية من قماش الخيش بالإضافة للجلد. وانتشر هذا النمط من الأحذية بصورة واسعة وساعد على نمو الشركة بحيث أصبحت تشغِّل 50 شخصًا. بعد أربع سنوات من ذلك ركَّبت الشركة أولى الآلات البخارية بادئة عهدًا من التطوير التقني السريع. في عام 1904 أدخل توماش باتا طرائق مكننة الإنتاج التي سمحت لشركة باتا للأحذية بأن تصبح أحد أوائل منتجي الأحذية بالجملة في أوروبا. كان أول منتجاتها الرائجة على نطاق واسع هو «باتوفكي» Batovky المصنوع من الجلد والقماش والموجه للعمال، وقد تميز ببساطته وتصميمه الجميل بالإضافة لوزنه الخفيف وسعره المناسب. ساعد نجاح هذا الحذاء على نمو الشركة فأصبح عدد العاملين فيها بحلول عام 1912 نحو 600 شخصًا بالإضافة إلى عدة مئات من العمال الخارجيين الذين يعملون ضمن بيوتهم في جوار قرية زلين.

### الحرب العالمية الأولى
مع بدء الحرب العالمية الأولى في عام 1914 حققت الشركة تطورًا ملحوظًا مع زيادة الطلب على الأحذية العسكرية مما نتج عنه زيادة في عدد عمال شركة باتا بين عامي 1914 و 1918 عشر مرات، وفتحت الشركة مخازنها في زلين وبراغ وليبيريتس وفيينا وبلزن وغيرها من المدن.
أثناء الكساد العالمي الذي تلى الحرب العالمية الأولى عانت تشيكوسلوفاكيا (وهي بلد أنشئ بعد هذه الحرب) بصورة بالغة، ومع هبوط قيمة العملة بنحو 75% قلَّ الطلب على البضائع بقدر كبير وهبط مستوى الإنتاج كثيرًا وبلغت البطالة أعلى مستوياتها. وقد ردَّ توماش باتا على الأزمة بتخفيض أسعار أحذيته إلى النصف، كما وافق عمال الشركة حينها على تخفيض رواتبهم مؤقتًا بنسبة 40%، بالمقابل قدَّمت الشركة المواد الغذائية والألبسة والأشياء الضرورية لهم بسعر أقل بنسبة 50%. أدخل توماش باتا إحدى أوائل مبادرات مشاركة الربح التي تحول جميع العاملين إلى شركاء يساهمون في نجاح الشركة (وهو ما يكافئ اليوم حسن الأداء المستند إلى الحوافز والأسهم).

### صانع أحذية نحو العالمية
كان رد فعل المستهلك على ترخيص الأسعار رائعًا، ففي حين أن أُجبر معظم المنافسين على الإفلاس بسبب تدني الطلب بين عامي 1923 و 1925 تعاظم إنتاج باتا مع تنامي الطلب على الأحذية الرخيصة. وهكذا زادت شركة أحدية باتا من إنتاجها ووظفت المزيد من العمال وأصبحت زلين مدينة مصنع بحق، أي مدينة لمعامل باتا التي شغلت مساحة عدة هكتارات فيها، حيث تجمعت في الموقع معامل الدباغة وصناعة أحجار البناء مع مصنع للمواد الكيميائية وآخر للأدوات الميكانيكية وورشة لإصلاح الأحذية وورش لإنتاج المطاط ومصنع للورق وآخر لورق التغليف المقوَّى (لصنع علب الأحذية) ومصنع للنسيج (لصنع بطانة الأحذية وصنع الجوارب) ومصنع لمواد تلميع الأحذية ومحطة لإنتاج الطاقة ومزارع تغطي الحصول على بعض المواد الغذائية ووسائل الطاقة... وبالطبع كان ثمة اندماج أفقي وعمودي بين هذه المعامل والورش والمزارع ! وهكذا توفرت لدى العمال «رجال باتا» وعائلاتهم جميع الخدمات الضرورية للحياة اليومية: السكن، المخازن، المدارس، المشفى، إلخ...
- ناطحة السحاب باتا
- حذاء باتوفكا
- أبنية باتا في زلين
- سكن عمال باتا
- إعلان في سنة 1922
- واجهة مخزن باتا في عشرينيات القرن الماضي
- مخزن باتا في عشرينيات القرن الماضي

### النمو العالمي

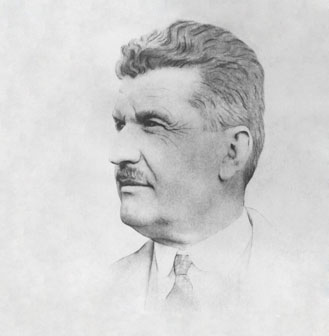
توماش باتا

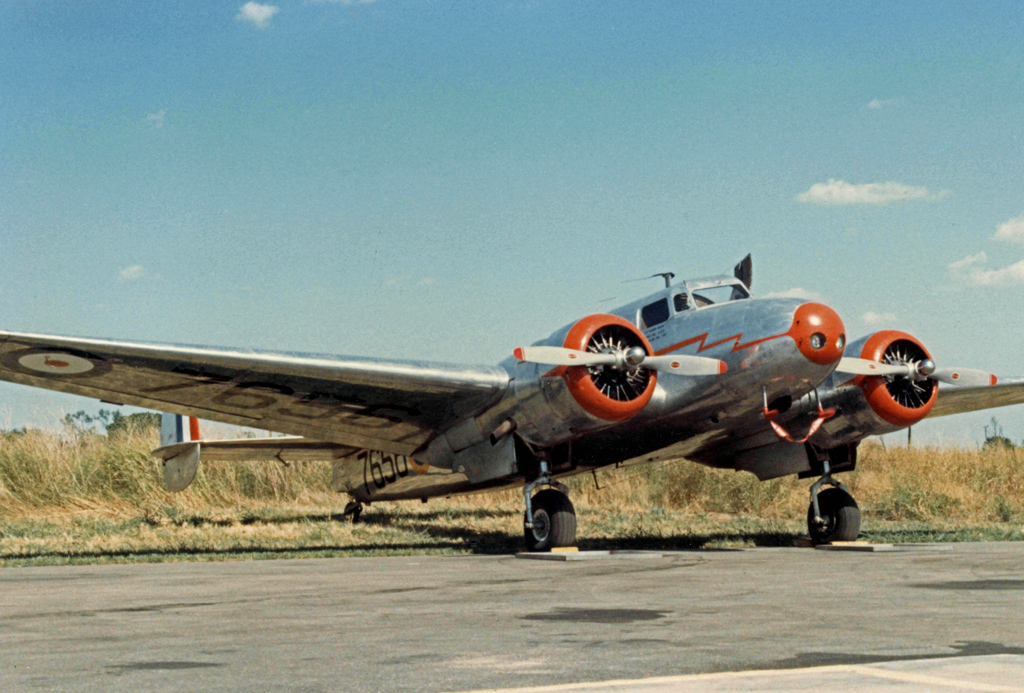
Lockheed 10 Electra طائرة لرجال الأعمال كانت ضمن طائرات شركة باتا للطيران قبل الحرب العالمية الثانية

بدأت شركة باتا ببناء المدن والمصانع خارج تشيكوسلوفاكيا (بولونيا، لاتفيا، رومانيا، سويسرا، فرنسا) وفي التوسع في الصناعات مثل الدباغة (1915)، توليد الطاقة (1917)، الزراعة (1917)، تنمية الغابات (1918)، نشر الصحف (1918)، صناعة أحجار البناء (1918)، تحويل الخشب (1919)، صناعة المطاط (1923)، بناء المساكن (1924)، النقل بالسكك الحديدية وبالطائرات (1924)، نشر الكتب (1926)، صناعة السينما (1927)، صناعة المواد الغذائية (1927)، الإنتاج الكيميائي (1928)، صناعة الإطارات (1930)، التأمين (1930)، إنتاج النسيج (1931)، النقل البري (1930)، النقل البحري (1932)، مناجم الفحم (1932)، صناعة الطائرات (1934)، صناعة الخيوط البلاستيكية (1935)، النقل النهري (1938). في عام 1923 كان لدى الشركة 112 فرعًا عبر العالم.
في عام 1924 أظهر توماش باتا مدى فطنته في التجارة من خلال معرفة حجم المبيعات التي احتاجها لتحقيق خططه السنوية والشهرية والأسبوعية واليومية. استخدم باتا أربعة أنماط من الرواتب، راتب مقطوع، راتب يعتمد على الإنتاج الشخصي، راتب الإنتاج الجماعي، راتب مع نسبة من عائد الشركة. وضع توماش باتا أيضًا ما أصبح يُعرف عالميًّا «سعر باتا»، وهو سعر السلعة منتهيًا بالرقم 9 بدلا من سعر منته بالعشرات، وهذا ما زاد من حجم أعمال الشركة بقدر كبير وسرعان ماوجد باتا نفسه على رأس رابع ثروة في تشيكوسوفاكيا. ازدهرت الأعمال بين عامي 1926 و 1928 مع ازدياد الإنتاج بنحو 75% وزياد عدد العمال بنحو 35%. في عام 1927 رُكِّبت خطوط الإنتاج وأصبح للشركة مشفاها الخاص بها. مع نهاية عام 1928 كان المصنع الرئيس للشركة يتألف من 30 مبنى. وقد أنشأ رجل الأعمال مؤسسات تعليمية مثل مدرسة باتا للعمال وأدخل نظام العمل في خمسة أيام. في عام 1930 أنشأ متحفًا مدهشًا للأحذية يروي إنتاج الأحذية عبر العالم من غابر العصور حتى العصر الراهن. بحلول عام 1931 كان لباتا مصانع في ألمانيا وإنكلترا وهولندا وبولونيا وبلاد أخرى غيرها.
توفي توماش باتا في عام 1932 وعمره 56 سنة في حادث أثناء إقلاع طائرته في طقس سيء من مطار زلين، وبوفاته انتقلت إدارة الشركة إلى أخيه جان وابنه توماس جون باتا الذي قاد الشركة خلال معظم القرن العشرين مسترشدًا بكلمات والده: «لا يجب اعتبار شركة باتا للأحذية كمصدر للثراء الشخصي وإنما كمؤسسة عامة أو كوسيلة لتحسين معايير الحياة ضمن المجتمع ولتوفير سلعة جيدة للمستهلكين مقابل ما يدفعونه». وهو وعد قطعه الأبناء على أنفسهم في الاستمرار ضمن المبادئ العملية والاجتماعية والإنسانية لوالدهم.

### جان أنطونين باتا
عند وفاة توماش باتا كانت شركة باتا تستخدم 16560 شخصًا، وتدير 1645 مخزنًا و 25 شركة. وباتباع المخططات التي وضعها توماش باتا قبل وفاته ضاعف جان باتا من حجم الشركة أكثر من ست مرات من حجمها الأولي في تشيكوسلوفاكيا وعبر العالم. وهكذا أُنشأت مصانع في بريطانيا وهولندا ويوغوسلافيا والبرازيل وكينيا وكندا والولايات المتحدة خلال العقد التالي لوفاة توماش باتا، كما أنشئ مصنع في الهند في مدينة باتانجار Batanagar قرب كلكتا وبلغ عدد عماله زهاء 7500 شخصًا في نهاية الثلاثينيات. وقد أدخلت الشركة نموذج باتا في كل مكان وجدت فيه، فمثلا، أنشأت مطاعم نباتية في الهند مع احترام نظام الطبقات، وبالمقابل كان ضغط العمل مكافئًا لأوربا وكان الشعار: «اعمل بجد، فليس الأفضل في العالم كافيًا لنا. الالتزام بالعمل يعطينا الازدهار والسعادة والعمل هو ضرورة إنسانية !».
بحلول عام 1934 امتلكت الشركة 300 مخزنًا في أمريكا الشمالية وعدة آلاف في آسيا وأكثر من 4000 في أوروبا. في عام 1938 بلغ عدد العمال في مجموعة باتا أكثر من 65 ألف شخص عبر العالم، كان 36% منهم خارج تشيكوسلوفاكيا مع مساهمات في قطاعات الدباغة والزراعة ونشر الصحف والنقل الجوي والنقل بوساطة السكك الحديدية وإنتاج القماش ومناجم الفحم وصناعة الطائرات.

### مدن باتا
بدأ توماش باتا سياسة للشركة في بناء قرى للعمال حول المصانع من أجل توفير المدارس والمرافق الحياتية الأخرى. كان من بين هذه القرى باتادورب Batadorp في هولندا، وباتوفاني (التي تسمى اليوم بارتيزانسكى) وسفيت Svit في سلوفاكيا، وباتوف (التي تسمى اليوم باهناك، وهي جزء من مدينة أوتروكوفيتشيه Otrokovice) في جمهورية التشيك، وبوروفو باتا (اليوم بوروفو ناسيليه Borovo Naselje، وهي جزء من مدينة فوكوفار في كرواتيا، وميدان باتا في مدينة مولين Möhlin في سويسرا. وباتافيل Bataville في منطقة اللورين في فرنسا، وباتاوا Batawa في كندا، وإيست تيلبوري East Tilbury في مقطعة إسكس في بريطانيا، وباتابور Batapur في باكستان، وباتاغانج Bataganj في الهند. كان هناك مصنع أيضًا في مدينة بلكامب Belcamp في ولاية ماريلاند في الولايات المتحدة الأمريكية في شمال شرقي بالتيمور على الطريق U.S. Route 40 في منطقة هارفورد Harford.
أوحت «مدينة باتا» البريطانية في إيست تيلبوري بالفيلم الوثائقي «مدينة باتا: لسنا خائفين من المستقبل» (Bata-ville: We Are Not Afraid of the Future).

### الحرب العالمية الثانية
قبيل الاحتلال الألماني لتشيكوسلوفاكيا ساعدت الشركة في نقل عمالها اليهود إلى فروعها عبر العالم، وقد احتلت ألمانيا القسم الباقي من تشيكوسلوفاكيا ما قبل الحرب في آذار/مارس 1939، ودخل جان أنطونين إلى السجن لفترة قصيرة ثم غادر البلد مع عائلته. بقي جان أنطونين في الولايات المتحدة عامي 1939-1940، ولكن عندما دخلت الولايات المتحدة في الحرب شعر أنه سيكون من الأسلم لعماله ولعائلاتهم أن يعود إلى تشيكوسلوفاكيا المحتلة من أن يبقى في الولايات المتحدة. وهكذا حاول أن ينقذ ما أمكنه من أعماله بخضوعه لمخططات الألمان وبالوقت نفسه بدعم الحكومة التشيكوسلوفاكية في المنفى التي قادها إدوارد بينش.
أثناء احتلال أوروبا ارتبط أحد مصانع باتا للأحذية بمعسكر الاعتقال أوشفيتز بيركينو، وقد كان أحد أوائل أعمال السخرة فيه هو العمل لصالح مصنع باتا للأحذية. في عام 1942 أنشئ معسكر اعتقال صغير لرفد العمل في مصنع باتا للأحذية في شيلميك Chełmek بعمال السخرة اليهود.

### سنوات ما بعد الحرب

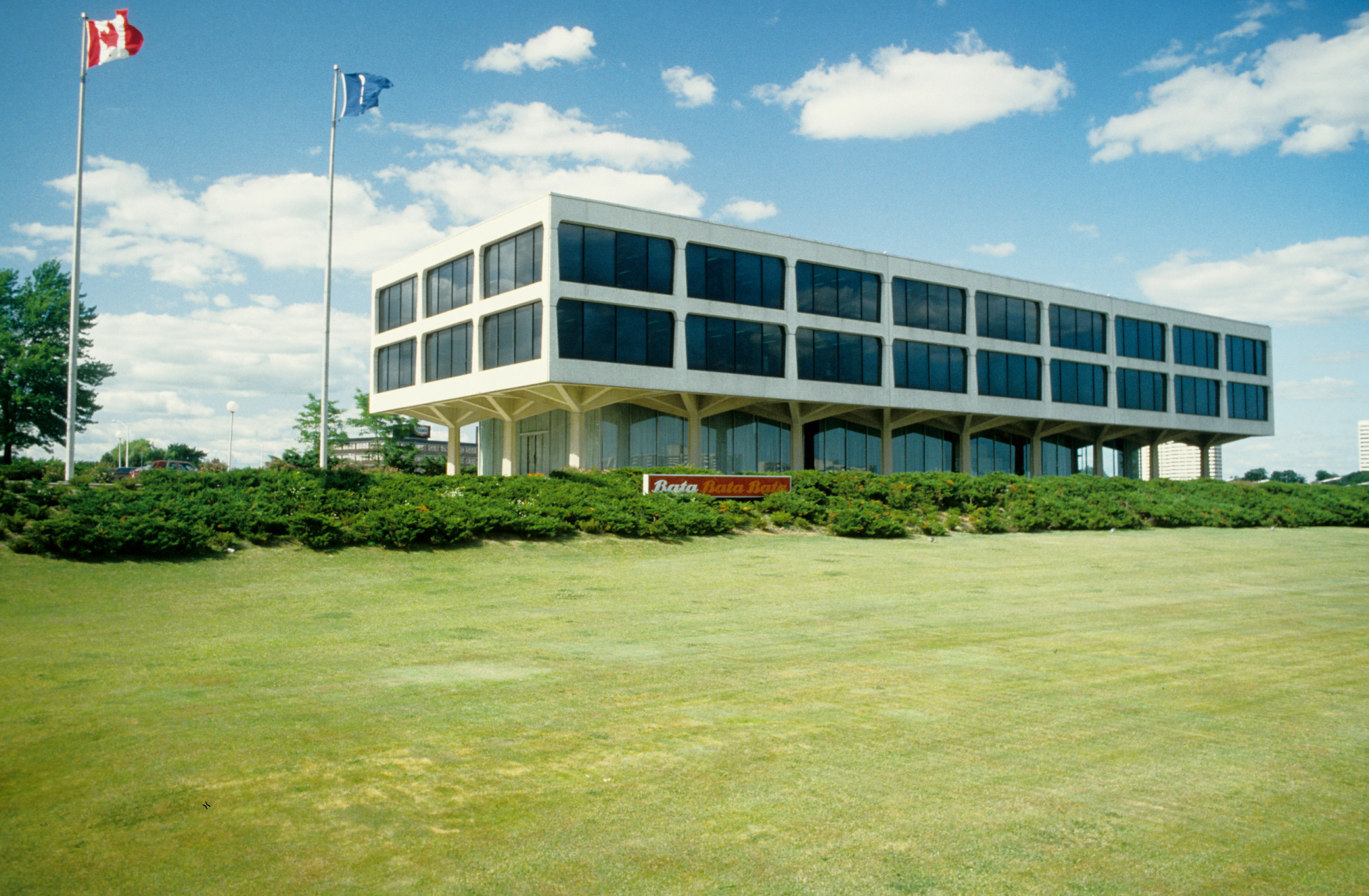
المركز العالمي لشركة أحذية باتا 1965-2004

لم يتمكن توماس Thomas (ابن توماش) الذي كان يعمل مدير قسم المشتريات في شركة باتا البريطانية من الرجوع إلى بلده إلا بعد الحرب. وقد أرسله عمه جان إلى كندا لكي يصبح نائب رئيس شركة باتا للاستيراد والتصدير المنشأة عام 1939 في مدينة الشركة باتاوا. وقد فصلت فروع الشركة عن الشركة الأم ونُقلت ملكية المصانع في بوهيميا ومورافيا إلى أحد أبناء العائلة.
بعد الحرب العالمية الثانية صادرت حكومات تشيكوسلوفاكيا وألمانيا الشرقية وبولونيا ويوغوسلافيا مصانع باتا وأممتها قاطعة باتا عن ممتلكاتها في أوروبا الشرقية. ومن خلال مقرها الجديد في كندا بدأت الشركة في إعادة بناء نفسها رويدا رويدا بحيث امتدت إلى أسواق جديدة في آسيا والشرق الأوسط وأفريقيا وأمريكا اللاتينية. وبدلا من تنظيم أعمالها في هيكلية مركزية وضعت باتا أساس كنفدرالية من الشركات المستقلة التي يمكنها أن تتجاوب مع أسواق دول العالم النامي بقدر أفضل.
في عام 1964 نقلت شركة أحذية باتا مقرها الأساسي إلى مدينة تورنتو في كندا، ثم انتقلت في عام 1965 إلى مبنى حديث، المركز العالمي لشركة أحذية باتا الذي صممه المعمار الكندي جون بي. باركين John B. Parkin، يقع في ضاحية مدينة نورث يورك North York.

### أحذية باتا اليوم
بعد التغيرات الاقتصادية العالمية التي حدثت في تسعينيات القرن الماضي أغلقت الشركة عدد من مصانعها في الدول الصناعية وركزت أعمالها على التوسع في فتح مخازن البيع. تركت باتا كندا في عدة مراحل، في عام 2000 أغلقت مصنعها في باتاوا وفي عام 2001 أغلقت مخازنها في كندا مبقية على مجموعة مخازن "Athletes World". في عام 2004 انتقلت إدارة الشركة إلى مدينة لوزان السويسرية وانتقلت إدارتها إلى توماس جي. باتا Thomas G. Bata حفيد توماش باتا. في عام 2007 باعت باتا مجموعة مخازن Athletes World منهية بذلك أعمال مخازنها في كندا مع إبقاء إدارة العلامة التجارية لأحذية "Power" في تورنتو. كما أن متحف باتا للأحذية، الذي أسسته سونيا باتا Sonja Bata وتديره مؤسسة خيرية، موجود أيضًا في تورنتو.
وعلى الرغم من بقائه في إدارة الشركة فإنَّ توماس باتا بقي نشطًا في عمل الشركة وكانت بطاقته المهنية تحمل وظيفة «المدير العام للمبيعات». توفي توماس باتا عام 2008 في تورنتو عن عمر يناهز 93 سنة.
تقدر شركة باتا للأحذية عدد زبائنها بنحو مليون شخصًا في اليوم، ويبلغ عدد العاملين فيها عبر العالم زهاء 30000 شخصًا ويبلغ عدد مخازنها أكثر من 5000 وتدير 27 مصنعًا، وهي تنشط في المبيعات ضمن مايزيد عن 90 بلدًا عبر العالم.

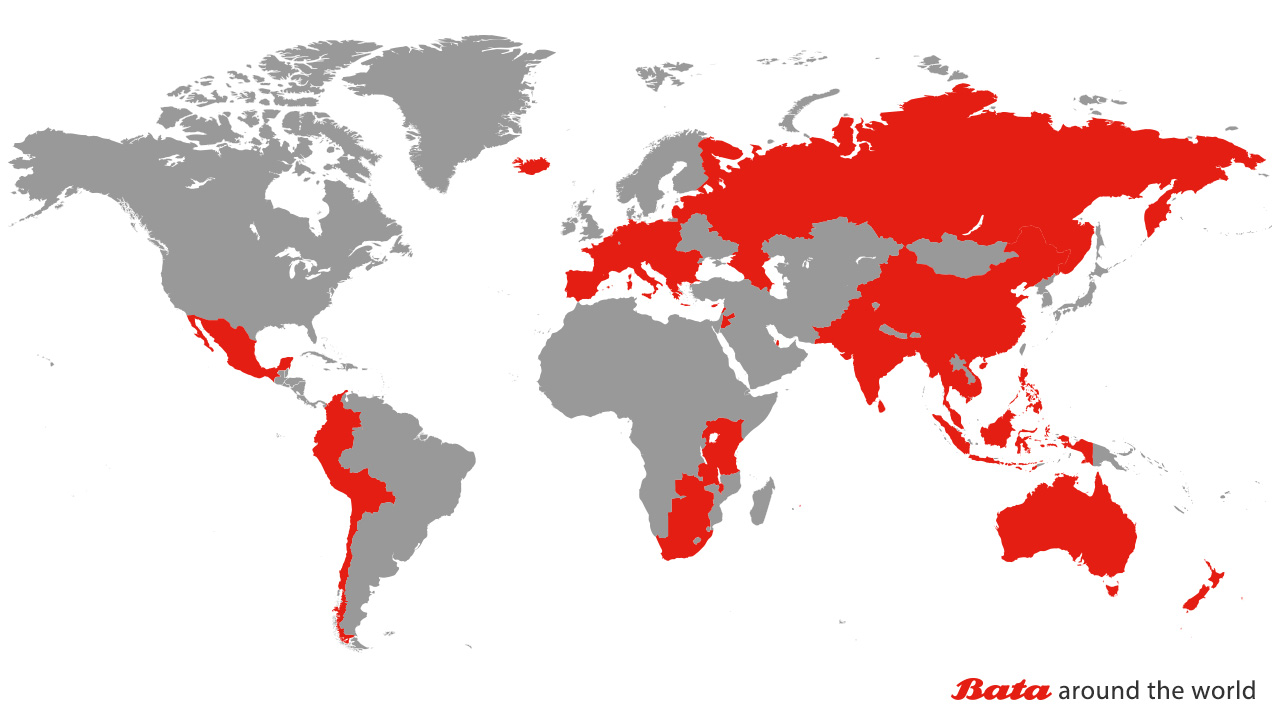
يشير اللون الأحمر إلى الدول التي توجد فيها شركات أحذية باتا

## أحذية باتا في العالم العربي

نصائح استخدام أحذية باتا

لشركة أحذية باتا تاريخ حافل في العالم العربي من شرقه إلى غربه، حيث اقترن اسمها بالحذاء الراقي والمتين الذي يلبسه المتميزون، كما ارتبط أيضًا بالتحولات السياسية وعمليات التأميم والاستحواذ التي حدثت في بعض الدول العربية للشركات العالمية.
افتتحت شركة باتا محلاتها في العراق عام 1932 وتميزت بواجهاتها الزجاجية الفخمة وبأسلوب استقبالها الراقي. وقد كانت شركة الأحذية الوحيدة التي لا تعمل تنزيلات على أسعار أحذيتها لأنها متأكدة من جودة بضاعتها التي تعمِّر سنوات طويلة. وقد كتب نوري ثابت الصحفي العراقي الشهير وصاحب جريدة حبزبوز أيام الملكية: «مجلس النواب لا يفتتح جلساته إلا على وقع أحذية باتا». كما أنشأت شركة باتا مصنعًا للأحذية في بغداد في تلك الفترة بهدف دعم منتجاتها بالإنتاج المحلي أيضًا، وقد تأمم هذا المصنع في عام 1964. وفي مدينة السماوة ما يزال شارع باتا هو أرقى الشوارع التجارية فيها وقد كان فيه مخزن أحذية باتا.
في مصر دخلت أحذية باتا منذ ثلاثينيات القرن الماضي وبنت فيها مصنعًا للأحذية أيضًا، ولكنَّ التأميم الذي عمله الرئيس جمال عبد الناصر عام 1961 فصل شركة باتا في مصر عن الشركة الأم ولم تعد هناك أيُّ علاقة بينهما منذ ذلك الوقت. وماتزال شركة باتا للأحذية في مصر تحتفظ بالاسم التجاري «باتا» رغم عدم أحقيتها في ذلك.
في السودان، فتحت باتا مصنعها الكبير في الخرطوم بحري في بداية الستينيات من القرن الماضي وكان نموذجًا في إفريقيا والشرق الأوسط وكان مخزنها في الخرطوم موجودًا في منطقة تُعرف اليوم بمحطة المؤسسة. وقد أُمِّمت الشركة في عام 1971.
في موريتانيا كانت أحذية باتا أيضًا هي الماركة الأشهر للأحذية في السبعينيات من القرن الماضي وكان شعارها الترويجي هو: «باتا... لا خطوة بدون باتا...».
أحذية باتا موجودة اليوم من خلال وكلاء توزيع محليين في لبنان والأردن والإمارات العربية المتحدة والسعودية والعراق والمغرب. وإذا كان مستوى أحذية باتا يتفاوت بين دولة عربية وأخرى فيعود سبب ذلك إلى اختيارات الوكيل المحلي لمستوى الأحذية الذي يريده لسوقه وليس لخيارات شركة أحذية باتا نفسها.

## العلامات التجارية لأحذية باتا
- Bata (تُلفظ باتشا Baťa في جمهورية التشيك)
- Bata Comfit (أحذية مريحة)
- Ambassador (أحذية رجالية رسمية)
- North Star (أحذية للمدينة)
- Weinbrenner (أحذية شبابية مقاومة للعوامل الجوية)
- Marie Claire (أحذية نسائية)
- SunDrops (أحذية نسائية)
- Bubblegummers (أحذية للأطفال)
- Baby Bubbles (أحذية للأطفال)
- Safari (أحذية للأسفار)
- Power (أحذية رياضية)
- Patapata (أحذية خفيفة)
- Toughees (أحذية مدرسية)
- Verlon (أحذية مدرسية)
- Teener (أحذية مدرسية)
- Bata Industrials (أحذية الأمان للعمال)

## وصلات خارجية
الموقع الرسمي لشركة أحذية باتا (باللغة الإنكليزية): www.bata.com
موقع متحف باتا للأحذية: www.batashoemuseum.ca